# Jazīrat Abū Rimāthī
Jazīrat Abū Rimāthī är en ö i Egypten.   Den ligger i guvernementet Al-Bahr al-Ahmar, i den östra delen av landet, 400 km sydost om huvudstaden Kairo.
Terrängen på Jazīrat Abū Rimāthī är varierad. Öns högsta punkt är 10 meter över havet. 